# Foot Ball Club Brescia 1925-1926
Questa pagina raccoglie i dati riguardanti il Foot Ball Club Brescia nelle competizioni ufficiali della stagione 1925-1926.

## Stagione
Nella stagione 1925-1926 il Brescia disputa il girone A del campionato di Lega Nord di Prima Divisione, la ristrutturazione dei campionati prevede che le prime otto di ognuno dei due gironi entrerà nella nuova Divisione Nazionale, il nome della nuova massima categoria calcistica italiana dalla prossima stagione. Le rondinelle lottano fino all'ultima giornata per restare nelle prime otto posizioni, e vi riescono sul filo di lana del torneo, grazie al rotondo successo ottenuto nell'ultima di campionato (5-0) inflitto all'Andrea Doria già qualificata. Nel Brescia brilla la stella di Luigi Giuseppe Giuliani, bresciano della Bassa nativo di Gottolengo, che realizza sedici reti in ventidue partite. Il torneo è stato vinto con 38 punti dal Bologna, che perde però contro la Juventus, vincitrice del girone B, la finale di Lega Nord, poi la squadra bianconera conquista lo scudetto, il secondo della sua storia, superando nelle finali nazionali l'Alba Roma.

## Rosa
| N. |                   | Ruolo | Calciatore          |
| -- | ----------------- | ----- | ------------------- |
|    | Italia (bandiera) | P     | Genesio Bozzoni     |
|    | Italia (bandiera) | P     | Giuseppe Trivellini |
|    | Italia (bandiera) | D     | Giovanni Bellardi   |
|    | Italia (bandiera) | D     | Andrea Gadaldi      |
|    | Italia (bandiera) | D     | Carlo Bersani       |
|    | Italia (bandiera) | D     | Angelo Pasolini     |
|    | Italia (bandiera) | D     | Alfredo Rocchi      |
|    | Italia (bandiera) | D     | Gianni Tommasini    |
|    | Italia (bandiera) | C     | Pierino Bissolotti  |

| N. |                   | Ruolo | Calciatore              |
| -- | ----------------- | ----- | ----------------------- |
|    | Italia (bandiera) | C     | Battista Pederzoli      |
|    | Italia (bandiera) | C     | Tonali                  |
|    | Italia (bandiera) | C     | Evaristo Frisoni        |
|    | Italia (bandiera) | C     | Berardo Frisoni         |
|    | Italia (bandiera) | A     | Giuseppe Baroni         |
|    | Italia (bandiera) | A     | Eridio Bonardi          |
|    | Italia (bandiera) | A     | Luigi Giuseppe Giuliani |
|    | Italia (bandiera) | A     | Vittorio Rizzi          |

## Risultati

### Prima Divisione

#### Girone A Lega Nord

##### Girone di andata
| Arbitro: | Bonello (Venezia) |

|                                         |           |                                             |
| Bonardi 49’ Bissolotti 76’ Bellardi 80’ | Marcatori | 25’ Baloncieri 51’, 83’ Janni 75’ Libonatti |

| Arbitro: | Bortoletti (Venezia) |

|                             |           |           |
| Bissolotti 30’ Giuliani 80’ | Marcatori | 49’ Gallo |

| Arbitro: | Pinasco (Sestri Ponente) |

|                        |           |                              |
| Giuliani 17’, 30’, 73’ | Marcatori | 24’ Recchia 57’ Chiecchi III |

| Arbitro: | Beretta (Novi Ligure) |

|                                        |           |  |
| Weisz 25’, 27’ Schönfeld 60’ Conti 87’ | Marcatori |  |

| Arbitro: | Asei Conte (Vercelli) |

|                                            |           |                         |
| Olvedi 40’ (rig.), 70’ It. Breviglieri 59’ | Marcatori | 7’ Giuliani 20’ Bonardi |

| Arbitro: | Germani (Padova) |

|                                     |           |                                        |
| Miconi 24’ Bellotto 69’, 70’ (rig.) | Marcatori | 30’, 35’ Bonardi 80’ (rig.) Bissolotti |

| Arbitro: | Enrietti (Torino) |

|                |           |                        |
| B. Frisoni 32’ | Marcatori | 75’ Pozzi 82’ Schiavio |

| Arbitro: | Alfieri (Bologna) |

|             |           |                |
| Landini 80’ | Marcatori | 31’ Bissolotti |

| Arbitro: | Guarnieri (Milano) |

|                             |           |  |
| Bissolotti 10’ Giuliani 76’ | Marcatori |  |

| Arbitro: | Germani (Padova) |

|                                             |           |            |
| Bonardi 9’ Bissolotti 18’ Giuliani 37’, 54’ | Marcatori | 8’ Marucco |

| Arbitro: | Vacchieri (Ivrea) |

|                                          |           |              |
| Neri 53’ Poggi I 61’, 81’ Viviani II 78’ | Marcatori | 76’ Giuliani |

##### Girone di ritorno
| Arbitro: | Ferro (Milano) |

|                                            |           |  |
| Libonatti 8’, 40’, 43’, 59’ Baloncieri 75’ | Marcatori |  |

| Arbitro: | U.Milano (Alessandria) |

|                       |           |  |
| Mattea 70’ Greppi 85’ | Marcatori |  |

| Arbitro: | Bortoletti (Venezia) |

|                                               |           |                                   |
| G. Chiecchi 5’, 64’ Porta 36’ E. Chiecchi 46’ | Marcatori | 50’ Bonardi 59’ (rig.) Bissolotti |

| Arbitro: | Pinasco (Sestri Ponente) |

|  |           |                |
|  | Marcatori | 70’ Tornabuoni |

| Arbitro: | Casetta (Milano) |

|                            |           |                                  |
| Giuliani 5’ B. Frisoni 11’ | Marcatori | 18’ It. Breviglieri 74’ Manzotti |

| Arbitro: | Actis (Torino) |

|                                    |           |                |
| Rizzi 18’ Bonardi 50’ Giuliani 76’ | Marcatori | 48’ Semintendi |

| Arbitro: | Germani (Padova) |

|                                               |           |  |
| Schiavio 7’, 14’, 44’ Urik 62’, 68’ Pozzi 85’ | Marcatori |  |

| Arbitro: | Turra (Padova) |

|                          |           |  |
| Giuliani 60’ Bonardi 70’ | Marcatori |  |

| Arbitro: | Pierallini (Modena) |

|  |           |              |
|  | Marcatori | 65’ Giuliani |

| Arbitro: | Dani (Genova) |

|                                                            |           |              |
| Trivellini 22’ (aut.) R. D'Aquino 47’ Rosina 70’, 72’, 89’ | Marcatori | 81’ Giuliani |

| Arbitro: | Carraro (Padova) |

|                                                   |           |  |
| Giuliani 22’, 37’ B. Frisoni 44’ Bonardi 85’, 87’ | Marcatori |  |

## Statistiche

### Statistiche di squadra
| Competizione               | Punti | In casa | In casa | In casa | In casa | In casa | In casa | In trasferta | In trasferta | In trasferta | In trasferta | In trasferta | In trasferta | Totale | Totale | Totale | Totale | Totale | Totale | DR  |
| Competizione               | Punti | G       | V       | N       | P       | Gf      | Gs      | G            | V            | N            | P            | Gf           | Gs           | G      | V      | N      | P      | Gf     | Gs     | DR  |
| -------------------------- | ----- | ------- | ------- | ------- | ------- | ------- | ------- | ------------ | ------------ | ------------ | ------------ | ------------ | ------------ | ------ | ------ | ------ | ------ | ------ | ------ | --- |
| Prima Divisione - girone A | 19    | 11      | 7       | 1       | 3       | 27      | 14      | 11           | 1            | 2            | 8            | 11           | 37           | 22     | 8      | 3      | 11     | 38     | 51     | -13 |

### Statistiche dei giocatori
| Giocatore       | Prima Divisione | Prima Divisione |
| Giocatore       | Presenze        | Reti            |
| --------------- | --------------- | --------------- |
| G. Baroni       | 1               | 0               |
| G. Bellardi     | 19              | 1               |
| C. Bersani      | 20              | 0               |
| P. Bissolotti   | 21              | 7               |
| E. Bonardi      | 21              | 10              |
| G. Bozzoni      | 10              | -24             |
| B. Frisoni (I)  | 16              | 3               |
| E. Frisoni (II) | 18              | 0               |
| A. Gadaldi      | 2               | 0               |
| L. Giuliani     | 22              | 16              |
| A. Pasolini     | 22              | 0               |
| B. Pederzoli    | 11              | 0               |
| V. Rizzi        | 21              | 1               |
| A. Rocchi       | 11              | 0               |
| G. Tommasini    | 9               | 0               |
| Tonali          | 6               | 0               |
| G. Trivellini   | 12              | -27             |